# Luis Silva Mascuñana
Luis Silva Mascuñana (Mataró, Barcelona, 9 de mayo de 1962) es un escritor, investigador y estudioso de textos clásicos de alquimia. Reconocido experto en la materia de estudio y práctica de los textos alquímicos históricos. Además de traductor y escritor de trabajos reconocidos dentro del ámbito histórico relacionados con la materia.

## Estudios
Es académico y Licenciado en Derecho. Tiene un Postgrado Superior en Dirección y Gestión de la Seguridad Pública además de que ha realizado funciones de profesor de la Escuela de policía de Cataluña. 

## Biografía
Trabaja como Policía Local desde 1981 llegando a ser Inspector de la Policía Local de Mataró hasta el año 1999. Posteriormente es Inspector Jefe de la Policía Local de una ciudad de más de 10.000 habitantes situada en la comarca del Maresme.
En su faceta como escritor ha realizado varios trabajos, algunos de ellos relacionados con su trabajo profesional como inspector de la policía local como es su libro “Policía y derechos humanos” que fue becado en 1991 por el “Institut de Drets Human de Catalunya” con una estancia de 15 días en la sede del Consejo de Europa y del Tribunal Europeo de Derechos Humanos con sede en Estrasburgo (Francia).
Como estudioso de los textos alquímicos, es autor de una traducción de “Teorías y símbolos de los alquimistas. La Gran Obra”, original de Albert Poisson, publicada en 1891 . También es autor del “Tratado de Philosoteria. Alquimia Real Desvelada” y de su trabajo más reconocido, 'Alquimia, tras la piedra filosofal', obra ganadora de la II edición del premio de investigación y divulgación histórica Juan Antonio Cebrián otorgado por un jurado de expertos y la cadena de radio Onda Cero en el año 2012.  
Desde hace 20 años lee y estudia profundamente los textos clásicos alquímicos. En 2011 realiza su salto a la opinión pública y participa en conferencias, artículos de prensa y programas de radio con el ánimo de divulgar la alquimia siempre con rigor histórico. 
En 2013 se incorpora como colaborador semanal en el programa de radio "Los Misterios nos miran" que se emite en diversas radios tanto digitales como por FM.
En la actualidad realiza trabajos de campo en su propio laboratorio alquímico en el que pone en práctica los conocimientos adquiridos de los textos realizados por Fulcanelli, Isaac Newton, Ramon Llull y un largo etcétera de autores.
Durante más de 4 años colaboró en el programa de radio "Los Misterios Nos MIran" dedicado al mundo del misterio en el que realizaba las funciones destacadas de contertulio emitido semanalmente en Radio Llavaneres, la radio municipal de San Andrés de Llavaneras. Actualmente dirige el programa de radio Sol Invictus "In Lux Veritas" enfocado al conocimiento histórico y humanidades de grandes personajes e historia. Se emite los lunes en Radio Santvi , la radio Municipal de San Vicente de Montalt.

## Obras
- Policía y derechos humanos. Becado en 1991 por el “Institut de Drets Human de Catalunya”
- Traducción de las “Teorías y símbolos de los alquimistas. La Gran Obra”, de Albert Poisson. Editorial mra, 2004. Barcelona. ISBN 9788488865908
- Tratado de Philosoteria. Alquimia Real Desvelada. Ed. Atlantis. Madrid. 2006. ISBN 9788496621183
- Alquimia, tras la piedra filosofal, obra ganadora de la II edición del premio de investigación y divulgación histórica Juan Antonio Cebrián 2012. Glyphos publicaciones. ISBN 978-84-940699-2-5.

```
  Desconocemos los criterios que guiaron a los adjudicatarios del citado Premio, pero la obra de L. Silva no tiene ni intención histórica (de hecho contempla la alquimia copmo sincrónica) ni valor histórico desde un punto de vista académico.  
```

- 50 Lugares mágicos de Cataluña. Ed Cydonia Barcelona. ISBN 978-84-945861-5-6